# Andrena brumanensis
Andrena brumanensis är en biart som beskrevs av Heinrich Friese 1899. Andrena brumanensis ingår i släktet sandbin, och familjen grävbin. Inga underarter finns listade i Catalogue of Life.